# Ignasi Stigman Pascual
Ignasi Stigman Pascual (Barcelona, 1984), conegut artísticament com a Mag Stigman, és un showman, il·lusionista i artista polifacètic que combina la màgia i els efectes d'il·lusionisme juntament amb coreografies de dansa moderna, jocs malabars i moltíssima energia, bon rotllo i la important participació del públic. Així, els seus espectacles són molt dinàmics, entretinguts i dirigits a tots els públics.
L'espectacle “Més que Màgia” ha realitzat tres temporades al Teatre del Rei de la Màgia de Barcelona, arribant a exhaurir les localitats durant més de quatre setmanes consecutives. S'ha programat també en festivals internacionals de màgia, així com en nombrosos teatres municipals i auditoris. L'any 2020 estrena l'espectacle "El Circ dels Impossibles" que realitza temporada a diversos teatres de Barcelona i una posterior gira. Aquest espectacle és un dels quatre nominats a la 3a edició Premis Teatre Barcelona, dins la categoria "Millor espectacle de màgia". Durant el confinament del 2020, va estar compartint vídeos de jocs de màgia a les seves xarxes socials, per tal de distreure la gent en aquests dies complicats, en els quals tothom s'havia de quedar a casa.
Stigman, és també professor de la Universitat Blanquerna-Ramon Llull i combina la seva faceta artística amb la innovació pedagògica. Així, de forma paral·lela, ofereix sessions formatives, tant per a alumnes com per a professors, en què posa a l'abast eines de màgia per aprendre i ensenyar matemàtiques. El 2020 era el copresentador del programa setmanal Scenik de Televisió del Llobregat. En aquest espai, fa entrevistes, reportatges i notícies culturals.